# بغافيتية
بِغافيتية (الاسم العلمي: Pigafetta)، جنس نباتات يتألف من نوعين من النخيل وينتمي إلى فصيلة النخلية.
موطنها الأصلي جزر مالوكو، وسولاوسي، وغينيا الجديدة حيث تنمو بالقرب من الأنهار وفي مساحات الغابات المفتوحة على ارتفاعات تصل إلى 900 متر. سُميت تكريمًا لأنطونيو بغافيتا، وأحيانًا تُكتب خطأً باسم بِغافيتيا. كان يُعتقد أنها تشتمل على نوع واحد فقط، ولكن في عام 1994، تُعرف على النوع الثاني منها؛ بغافيتية إيلاتا وبغافيتية فيلاريس، وكلاهما من أسرع أنواع النخيل نموًا. أما بغافيتية إيلاتا، التي زرعها خبير النخيل دونالد ر. هودل في تاهيتي عام 1981، فقد نمت بحلول عام 1990 ليصل طولها إلى 16 مترًا (52 قدمًا و6 بوصات)، بمتوسط نمو سنوي يبلغ 2.7 متر (5 أقدام و10 بوصات).